# 7時のナマナマ歌謡曲
『7時のナマナマ歌謡曲』（しちじのナマナマかようきょく）は、1975年3月31日から同年7月9日まで東京12チャンネル（現・テレビ東京）で放送されていた歌謡バラエティ番組である。放送時間は毎週月曜 - 金曜 19:00 - 19:25 （日本標準時）。

## 概要
週5日間毎日スタジオからの生放送を行っていた帯番組で、3人の司会者が特定の曜日を担当する方式を採用。番組は毎日観覧希望者を招いて行われていた。
番組の終了後、3人の司会者はそれぞれ月曜・水曜・金曜に放送の後番組にも引き続き出演した。

## 司会
- 月曜・火曜：ピーター
- 水曜・木曜：落合恵子
- 金曜：湯原昌幸